# Uptime
Az uptime parancs kiírja, hogy mennyi ideje van a rendszer felkapcsolva, mennyi ideje fut a rendszer.
Gyakran használják egy számítógép operációs rendszerének a stabilitásának meghatározására, mennyi ideig tud az adott operációs rendszer futni anélkül, hogy hiba történjen és ez a rendszer leállításához vezessen.

## Eddigi rekordok
Az eddigi legnagyobb rekord 11 év, 303 nap, 20 óra és 57 perc, melyet egy olyan számítógép tart, melyen OpenVMS volt.

## Használata
uptime
uptime [ -V  ]
Az uptime program egysoros leírást ad az alábbi információkról. A pillanatnyi idő, mennyi ideje fut a rendszer, hány felhasználó van pillanatnyilag belépve, és rendszer átlagos loadja az elmúlt 1, 5, és 15 percre. Ez ugyanaz az információ, amit a w parancs által kiírt első sor tartalmaz.

## Állományok
Információ a belépett felhasználókról megtalálható a
/var/run/utmp
Információ a processzekről, folyamatokról megtalálható a
/proc
mappában.